# Pacullidae
|  | Dieser Artikel wurde aufgrund von formalen oder inhaltlichen Mängeln in der Qualitätssicherung Biologie zur Verbesserung eingetragen. Dies geschieht, um die Qualität der Biologie-Artikel auf ein akzeptables Niveau zu bringen. Bitte hilf mit, diesen Artikel zu verbessern! Artikel, die nicht signifikant verbessert werden, können gegebenenfalls gelöscht werden. Lies dazu auch die näheren Informationen in den Mindestanforderungen an Biologie-Artikel. |

Die Pacullidae sind eine Familie der Echten Webspinnen (Araneomorphae). Sie umfassen 4 Gattungen und 38 Arten.

## Beschreibung
Ecribellate Spinnen mit über 5 Millimetern Körperlänge und 6 Augen. Tarsen mit 3 Klauen. Sie ähneln den Arten der Familie Tetrablemmidae sind jedoch größer.

## Systematik
Der World Spider Catalog listet für die Pacullidae aktuell 4 Gattungen und 38 Arten. (Stand: November 2017)
- Lamania Lehtinen, 1981
  - Lamania bernhardi (Deeleman-Reinhold, 1980)
  - Lamania bokor Schwendinger & Košulič, 2015
  - Lamania gracilis Schwendinger, 1989
  - Lamania inornata (Deeleman-Reinhold, 1980)
  - Lamania kraui (Shear, 1978)
  - Lamania lipsae Dierkens, 2011
  - Lamania nirmala Lehtinen, 1981
  - Lamania sheari (Brignoli, 1980)
- Paculla Simon, 1887
  - Paculla bukittimahensis Lin & Li, 2017
  - Paculla cameronensis Shear, 1978
  - Paculla globosa Lin & Li, 2017
  - Paculla granulosa (Thorell, 1881)
  - Paculla mului Bourne, 1981
  - Paculla negara Shear, 1978
  - Paculla sulaimani Lehtinen, 1981
  - Paculla wanlessi Bourne, 1981
- Perania Thorell, 1890
  - Perania annam Schwendinger & Košulič, 2015
  - Perania armata (Thorell, 1890)
  - Perania birmanica (Thorell, 1898)
  - Perania cerastes Schwendinger, 1994
  - Perania coryne Schwendinger, 1994
  - Perania deelemanae Schwendinger, 2013
  - Perania egregia Schwendinger, 2013
  - Perania ferox Schwendinger, 2013
  - Perania harau Schwendinger, 2013
  - Perania korinchica Hogg, 1919
  - Perania nasicornis Schwendinger, 1994
  - Perania nasuta Schwendinger, 1989
  - Perania nigra (Thorell, 1890)
  - Perania picea (Thorell, 1890)
  - Perania quadrifurcata Schwendinger, 2013
  - Perania robusta Schwendinger, 1989
  - Perania selatan Schwendinger, 2013
  - Perania siamensis Schwendinger, 1994
  - Perania tumida Schwendinger, 2013
  - Perania utara Schwendinger, 2013
- Sabahya Deeleman-Reinhold, 1980
  - Sabahya bispinosa Deeleman-Reinhold, 1980
  - Sabahya kinabaluana Deeleman-Reinhold, 1980